# Пам'ятки архітектури національного значення Київської області
У Київській області нараховується 137 пам'яток архітектури національного значення.
| № п/п                        | Найменування пам'ятки                                           | Датування     | Місцезнаходження                      | Охоронний номер та номер у комплексі |
| ---------------------------- | --------------------------------------------------------------- | ------------- | ------------------------------------- | ------------------------------------ |
| Білоцерківський район        |                                                                 |               |                                       |                                      |
| м. Біла Церква               |                                                                 |               |                                       |                                      |
| 1                            | Торгові ряди (мур.)                                             | 1809-1814 рр. | Торгова площа                         | 39/0                                 |
| 2                            | Склади (мур.)                                                   | к.18-п.19 ст. | бул.Олександрійський, 48              | 40/0                                 |
| 3                            | Миколаївська церква (мур.)                                      | 1706-1852 рр. | вул.Гагаріна, 10                      | 41/0                                 |
| 4                            | Спасо-Преображенський собор (мур.)                              | 1839 р.       | вул.Гагаріна, 10                      | 42/0                                 |
| 5                            | Дворянське зібрання (дер.)                                      | п.19 ст.      | бул.Олександрійський, 5               | 43/0                                 |
| 6                            | Зимовий палац (дер.)                                            | п.19 ст.      | бул.Олександрійський, 7               | 44/0                                 |
| 7                            | Парк "Олександрія" та паркові споруди                           | 1793 р.-19 ст | Сквирське шосе                        | 45/0                                 |
| 8                            | Ансамбль споруд пошти (мур.)                                    | 1825-1831 рр. | бул.Олександрійський, 41-45           | 910/0                                |
| 9                            | Поштова станція (мур.)                                          | 1825-1831 рр. | бул.Олександрійський, 41-45           | 910/1                                |
| 10                           | Каретна (мур.)                                                  | 1825-1831 рр. | бул.Олександрійський, 41-45           | 910/2                                |
| 11                           | Кузня (мур.)                                                    | 1825-1831 рр  | бул.Олександрійський, 41-45           | 910/3                                |
| 12                           | Дім станційного доглядача (мур.)                                | 1825-1831 рр. | бул.Олександрійський, 41-45           | 910/4                                |
| 13                           | Службова будівля (мур.)                                         | 1820-1830 рр. | бул.Олександрійський, 41-45           | 910/5                                |
| 14                           | Готель (мур.)                                                   | 1821-1830 рр. | бул.Олександрійський, 41-45           | 910/6                                |
| 15                           | Ямщицька (мур.)                                                 | 1821-1830 рр. | бул.Олександрійський, 41-45           | 910/7                                |
| 16                           | Стайня (мур.)                                                   | 1890 р.       | бул.Олександрійський, 41-45           | 910/8                                |
| 17                           | Стайня (мур.)                                                   | к.19 ст.      | бул.Олександрійський, 41-45           | 910/9                                |
| 18                           | Костел Іоанна Предтечі (мур.)                                   | 1812 р.       | Соборний майдан, 4                    | 911/1                                |
| 19                           | Будинок причту костелу Іоанна Предтечі (мур.)                   | 1812 р.       | Соборний майдан,8/4                   | 911/2                                |
| 20                           | Будинок соціалізму                                              | 1927 р.       | Соборний майдан,1/1                   | 911/2                                |
| 21                           | Спасо-Преображенська церква (дер.)                              | 1849 р.       | с. Сухоліси                           | 917/0                                |
| 22                           | Святодухівська церква (дер.)                                    | 1750-1840 рр. | с. Шкарівка                           | 916/0                                |
| Богуславський район          |                                                                 |               |                                       |                                      |
| м. Богуслав                  |                                                                 |               |                                       |                                      |
| 23                           | Троїцька церква (мур.)                                          | 1862 р.       | пл.Ринок                              | 46/0                                 |
| 24                           | Воскресенська церква (дер.)                                     | 1800 р.       | с.Бородані                            | 918/0                                |
| 25                           | Успенська церква (дер.)                                         | 1880 р.       | с.Вільховець                          | 919/0                                |
| 26                           | Іванівська церква (дер.)                                        | 1884 р.       | с.Розкопанці                          | 920 0                                |
| 27                           | Миколаївська церква (дер.)                                      | 1758 р.       | с.Чайки                               | 921/0                                |
| Бориспільський район         |                                                                 |               |                                       |                                      |
| 28                           | Покровська церква (мур.)                                        | 1708 р.       | с.Сулимівка                           | 922/0                                |
| Васильківський район         |                                                                 |               |                                       |                                      |
| м. Васильків                 |                                                                 |               |                                       |                                      |
| 29                           | Собор Антонія і Феодосія (мур.)                                 | 1758 р.       |                                       | 47/0                                 |
| 30                           | Миколаївська церква (мур.)                                      | 1792 р.       | вул.Шевченка, 11                      | 48/0                                 |
| 31                           | Повітові присутствені місця (мур.)                              | 1817 р.       | вул.Покровська, 1                     | 912/0                                |
| 32                           | Онуфріївська церква (дер.)                                      | 1705 р.       | с.Липовий Скиток                      | 923/0                                |
| Володарський район           |                                                                 |               |                                       |                                      |
| 33                           | Онуфріївська церква (дер.)                                      | 1903-1906 рр. | село Пархомівка                       | 924/0                                |
| 34                           | Покровська церква (мур.)                                        | 1906 р.       | село Пархомівка                       | 924/1                                |
| 35                           | Будинок священика (мур.)                                        | 1906 р.       | село Пархомівка                       | 67-Кв/2                              |
| 36                           | Сторожка (мур.)                                                 | 1906 р.       | село Пархомівка                       | 67-Кв/3                              |
| 37                           | Огорожа (мур.)                                                  | 1906 р.       | село Пархомівка                       | 67-Кв/4                              |
| 38                           | Палац Браницьких (мур.)                                         | к.18-п.19 ст. | с.Руде Село                           | 925/0                                |
| 39                           | Троїцька церква (мур.)                                          | 1841 р.       | с.Руде Село                           | 926/0                                |
| Кагарлицький район           |                                                                 |               |                                       |                                      |
| смт. Ржищів                  |                                                                 |               |                                       |                                      |
| 40                           | Троїцька церква (мур.)                                          | 1860 р.       | площа Ринок                           | 927/0                                |
| 41                           | Церква Успіння Св.Ганни (мур.)                                  | 1852 р.       | с.Слобода                             | 929/0                                |
| Києво-Святошинський район    |                                                                 |               |                                       |                                      |
| 42                           | Поштова станція на 15 кілометрі (мур.)                          | 1846 р.       | шосе Житомир-Київ, 15 км              | 930/0                                |
| 43                           | Ямщицька (мур.)                                                 | 1846 р.       | шосе Житомир-Київ, 15 км              | 930/1                                |
| 44                           | Каретна (мур.)                                                  | 1846 р.       | с.Гурівщина, шосе Житомир-Київ,32 км  | 930/2                                |
| 45                           | Стайня (мур.)                                                   | 1846 р.       | с.Гурівщина, шосе Житомир-Київ,32 км  | 930/3                                |
| 46                           | Поштова станція на 32 кілометрі (мур.)                          | 1846 р.       | с.Гурівщина, шосе Житомир-Київ,32 км  | 931/0                                |
| 47                           | Ямщицька (мур.)                                                 | 1846 р.       | с.Гурівщина, шосе Житомир-Київ,32 км  | 931/1                                |
| 48                           | Каретна (мур.)                                                  | 1846 р.       | с.Гурівщина, шосе Житомир-Київ,32 км  | 931/2                                |
| 49                           | Стайня (мур.)                                                   | 1846 р.       | с.Гурівщина, шосе Житомир-Київ,32 км  | 931/3                                |
| 50                           | Огорожа з воротами (мур.)                                       | 1846 р.       | с.Гурівщина, шосе Житомир-Київ,32 км  | 931/4                                |
| Макарівський район           |                                                                 |               |                                       |                                      |
| 51                           | Поштова станція на 53 кілометрі (мур.)                          | 1846 р.       | с.Калинівка, шосе Житомир-Київ, 53 км | 932/0                                |
| 52                           | Ямщицька (мур.)                                                 | 1846 р.       | с.Калинівка, шосе Житомир-Київ, 53 км | 932/1                                |
| 53                           | Каретна (мур.)                                                  | 1846 р.       | с.Калинівка, шосе Житомир-Київ, 53 км | 932/2                                |
| 54                           | Стайня (мур.)                                                   | 1846 р.       | с.Калинівка, шосе Житомир-Київ, 53 км | 932/3                                |
| Миронівський район           |                                                                 |               |                                       |                                      |
| 55                           | Миколаївська церква (дер.)                                      | 1752 р.       | с.Росава                              | 934/0                                |
| 56                           | Церква Різдва Богородиці (дер.)                                 | 1779-1784 рр. | с.Тулинці                             | 935/0                                |
| 57                           | Михайлівська церква (мур.)                                      | 1821 р.       | с.Шандра                              | 933/0                                |
| Обухівський район            |                                                                 |               |                                       |                                      |
| 58                           | Покровська церква (дер.)                                        | 1761 р.       | с.Креничі                             | 936/0                                |
| 59                           | Миколаївська церква (дер.)                                      | 1742 р.       | с.Підгірці                            | 938/1                                |
| 60                           | Дзвіниця Миколаївської церкви (дер.)                            | с.19 ст.      | с.Підгірці                            | 938/2                                |
| Переяслав-Хмельницький район |                                                                 |               |                                       |                                      |
| м. Переяслав                 |                                                                 |               |                                       |                                      |
| 61                           | Вознесенський монастир (мур.)                                   | 17-18 ст.     | вул.Г.Сковороди,54                    | 49/0                                 |
| 62                           | Вознесенський собор (мур.)                                      | 1700 р.       | вул.Г.Сковороди,54                    | 49/1                                 |
| 63                           | Дзвіниця Вознесенського собору (мур.)                           | 1770-1776 рр  | вул.Г.Сковороди,54                    | 49/2                                 |
| 64                           | Колегіум (мур.)                                                 | 1753-1757 рр. | вул.Г.Сковороди,54                    | 49/3                                 |
| 65                           | Михайлівська церква (мур.)                                      | 1646-1666 рр. | вул.М.Сікорського, 34                 | 50/1                                 |
| 66                           | Дзвіниця Михайлівської церкви (мур.)                            | 1666 р.       | вул.М.Сікорського, 34                 | 50/2                                 |
| 67                           | Земляні укріплення дитинця і міста                              | 11-18 ст.     |                                       | 913/0                                |
| 68                           | Борисоглібська церква (мур.)                                    | 1839 р.       | передмістя с.Бабачиха                 | 914/0                                |
| 69                           | Комплекс музею народ-ної архітектури та побуту                  | 18-19 ст.     | Михайлова гора                        | 29-Н/0                               |
| 70                           | Покровська церква з с.Сухий Яр Ставищен-ського району (дер.)    | 1708 р.       | Михайлова гора                        | 946/1                                |
| 71                           | Трьохсвятительська церква з с.Піщики Сквир-ського району (дер.) | 1651 р.       | Михайлова гора                        | 52/2                                 |
| Рокитнянський район          |                                                                 |               |                                       |                                      |
| 72                           | Троїцька церква (дер.)                                          | 1750 р.       | с.Бушеве                              | 939/0                                |
| 73                           | Церква Св.Йосифа (дер.)                                         | 1756 р.       | с.Житні Гори                          | 940/0                                |
| 74                           | Михайлівська церква (дер.)                                      | 1740 р.       | с.Острів                              | 941/1                                |
| 75                           | Дзвіниця Михайлівської церкви (дер.)                            | 1740 р.       | с.Острів                              | 941/2                                |
| 76                           | Покровська церква (мур.)                                        | 1843 р.       | с.Ромашки                             | 942/0                                |
| 77                           | Миколаївська церква (дер.)                                      | 1665-1730 рр. | с.Синява                              | 943/0                                |
| Сквирський район             |                                                                 |               |                                       |                                      |
| 78                           | Спиридонівська церква (мур.)                                    | 1849 р.       | с.Шамраївка                           | 944/0                                |
| Ставищенський район          |                                                                 |               |                                       |                                      |
| 79                           | Церква Різдва Богородиці (дер.)                                 | 1777 р.       | с.Антонівка                           | 945/0                                |
| Таращанський район           |                                                                 |               |                                       |                                      |
| 80                           | Церква Олександра Невського (дер.)                              | 1748-1849 рр. | с.Дубівка                             | 947/0                                |
| Тетіївський район            |                                                                 |               |                                       |                                      |
| 81                           | Каплиця (мур.)                                                  | п.19 ст.      | м.Тетіїв                              | 949/0                                |
| 82                           | Успенська церква (мур.)                                         | 1821 р.       | с.П'ятигори                           | 950/0                                |
| 83                           | Михайлівська церква (дер.)                                      | 1905 р.       | с.Росішки                             | 951/0                                |
| 84                           | Покровська церква (мур.)                                        | 1825 р.       | с.Скибинці                            | 952/1                                |
| 85                           | Дзвіниця Покровськоїцеркви (мур.)                               | 1825 р.       | с.Скибинці                            | 952/2                                |
| 86                           | Георгіївська церква (дер.)                                      | к.18-п.19 ст. | с.Софіполь                            | 953/0                                |
| Фастівський район            |                                                                 |               |                                       |                                      |
| м. Фастів                    |                                                                 |               |                                       |                                      |
| 87                           | Покровська церква (дер.)                                        | 1779-1781 рр. |                                       | 51/1                                 |
| 88                           | Дзвіниця Покровськоїцеркви (дер.)                               | 1779-1781 рр. |                                       | 51/2                                 |
| 89                           | Костел Св.Миколая (мур.)                                        | 1910 р.       | вул.Ярослава Мудрого                  | 915/0                                |
| 90                           | Покровська церква (дер.)                                        | 1758 р.       | смт Кожанка                           | 954/0                                |
| 91                           | Іоанно-Златоустівська церква (дер.)                             | 1868 р.       | с.Півні                               | 955/0                                |
| 92                           | Садибний будинок (мур.)                                         | 1910 р.       | с.Томашівка                           | 956/0                                |